# استان البرز
استان البرز یکی از ۳۱ استان ایران و کوچک‌ترین استان از نظر مساحت است. این استان در سال ۱۳۸۹ تأسیس شد. استان البرز با جدا شدن شهرستان‌های کرج، نظرآباد و ساوجبلاغ از استان تهران تشکیل شد. البرز در نزدیکی تهران و در دامنه‌های رشته‌کوه البرز قرار دارد و مرکز آن شهر کرج است. جمعیت این استان در سال ۱۳۹۵ برابر با ۲٬۷۱۲٬۴۰۰ نفر بود که بیشتر آنها از قومیت فارسی هستند و بیش از ۹۲٪ جمعیت در مناطق شهری ساکن می‌باشند. استان البرز شامل هفت شهرستان است: چهارباغ، اشتهارد، فردیس، کرج، نظرآباد، ساوجبلاغ و طالقان. کرج با بیش از ۱٫۵ میلیون نفر پرجمعیت‌ترین این استان است. دیگر شهرهای مهم شامل فردیس، نظرآباد و محمدشهر هستند.
جمعیت استان از ۲٬۰۵۳٬۲۳۳ نفر در سال ۱۳۸۵ به ۲٬۷۱۲٬۴۰۰ نفر در سال ۱۳۹۵ افزایش یافت که نشان‌دهنده رشد سریع شهرنشینی است. کرج همچنان بزرگ‌ترین شهر این استان است و پس از آن فردیس، نظرآباد و محمدشهر قرار دارند.
استان البرز به‌دلیل نزدیکی به تهران و موقعیت استراتژیک خود، نقش مهمی در شبکه‌های شهری و حمل و نقل ایران ایفا می‌کند. رشد سریع و توسعه این منطقه نشان‌دهنده اهمیت آن به عنوان یک منطقه کلیدی در کشور است.
آثار به دست آمده از محوطه ازبکی و تپه چگینی نظرآباد و همچنین تپه مردآباد و حسین‌آباد کرج، از دیرینگی ۹ هزارساله آثار تاریخی استان حکایت داشت، اما اکنون پناهگاه‌های صخره‌ای سرهه این تاریخ را به ۴۰ تا ۵۰ هزار سال پیش تغییر داده است.

## تاریخچه

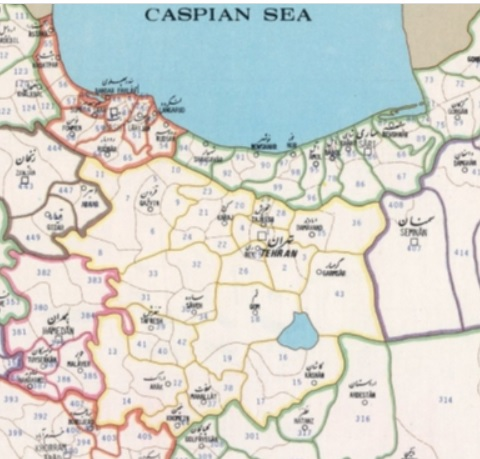
استان مرکزی سابق به مرکزیت تهران که در سال ۱۳۵۶ تجزیه شد. استان کنونی البرز تا سال ۱۳۵۶ خورشیدی بخشی از استان مرکزی سابق بود. (با استان مرکزی کنونی اشتباه نشود)

در جلسهٔ هیئت دولت در تاریخ ۱۲ بهمن ۱۳۸۸ لایحهٔ تأسیس این استان تصویب و به مجلس شورای اسلامی فرستاده شد. در ادامه با تصویب نمایندگان مجلس شورای اسلامی در تاریخ ۱۳۸۹/۴/۷ استان البرز به‌طور رسمی شکل گرفت.
در این طرح پیشنهادی کرج به عنوان مرکز استان در نظر گرفته شده است. این شهر در ۲۰ کیلومتری غرب تهران و در حوزهٔ استحفاظی استان تهران قرار گرفته بود که با جمعیتی بالغ بر ۱٬۶۱۴٬۶۲۶ نفر، چهارمین شهر پرجمعیت ایران پس از شهرهای تهران، مشهد و اصفهان محسوب می‌گردد. همچنین رئیس‌جمهور وقت جمهوری اسلامی در تاریخ ۲۲ مرداد ۱۳۸۹ در نامه‌ای به وزارت کشور قانون تأسیس استان البرز که در جلسهٔ علنی دوم تیر ۱۳۸۹ به تصویب مجلس شورای اسلامی رسیده بود و شورای نگهبان نیز آن را تأیید کرده بود، جهت اجرا ابلاغ کرد. نام این استان از رشته‌کوه البرز گرفته شده است که بخش مهمی از آن از شمال این استان می‌گذرد. در تاریخ ۲۲ شهریور ۱۳۸۹ با حضور وزیر کشور، استانداری البرز رسماً شروع به فعالیت نمود. عیسی فرهادی به‌عنوان نخستین استاندار البرز انتخاب شده‌بود.
سید علی خامنه‌ای درمهرماه ۱۳۹۲، سید محمدمهدی حسینی همدانی را به عنوان اولین نماینده ولی فقیه در استان البرز انتخاب کرد.

## تقسیمات استانی
استان البرز
| ردیف | نام شهرستان | مرکز شهرستان | سال تأسیس | مساحت شهرستان (Km²) | جمعیت مرکز شهرستان ۱۳۹۵ | جمعیت شهرستان ۱۳۹۵ | نقشه |
| ---- | ----------- | ------------ | --------- | ------------------- | ----------------------- | ------------------ | ---- |
| ۱    | کرج         | کرج          | ۱۳۳۳      |                     | ۱٬۵۹۲٬۴۹۲ نفر           | ۱٬۹۷۳٬۴۷۰ نفر      |      |
| ۲    | ساوجبلاغ    | هشتگرد       | ۱۳۶۸      |                     | ۵۵٬۶۴۰ نفر              | ۱۸۲٬۵۶۴ نفر        |      |
| ۳    | نظرآباد     | نظرآباد      | ۱۳۸۱      |                     | ۱۱۹٬۵۱۲ نفر             | ۱۵۲٬۴۳۷ نفر        |      |
| ۴    | طالقان      | طالقان       | ۱۳۸۹      |                     | ۳٬۵۴۵ نفر               | ۱۶٬۸۱۵ نفر         |      |
| ۵    | اشتهارد     | اشتهارد      | ۱۳۹۱      |                     | ۲۹٬۹۹۳ نفر              | ۳۷٬۸۷۶ نفر         |      |
| ۶    | فردیس       | فردیس        | ۱۳۹۲      |                     | ۱۸۱٬۱۷۴ نفر             | ۲۷۱٬۸۲۹ نفر        |      |
| ۷    | چهارباغ     | چهارباغ      | ۱۳۹۹      |                     | ۴۸٬۸۲۸ نفر              | ۷۷٬۴۰۹ نفر         |      |

| پراکندگی جمعیت در شهرستان‌های استان البرز | پراکندگی جمعیت در شهرستان‌های استان البرز | پراکندگی جمعیت در شهرستان‌های استان البرز | پراکندگی جمعیت در شهرستان‌های استان البرز | پراکندگی جمعیت در شهرستان‌های استان البرز |
| ---------------------------------------- | ---------------------------------------- | ---------------------------------------- | ---------------------------------------- | ---------------------------------------- |
| شهر                                      | شهر                                      |                                          | درصد جمعیت                               | درصد جمعیت                               |
| کرج                                      | کرج                                      |                                          | ۷۲٫۷۵٪                                   | ۷۲٫۷۵٪                                   |
| فردیس                                    | فردیس                                    |                                          | ۱۰٫۰۲٪                                   | ۱۰٫۰۲٪                                   |
| ساوجبلاغ                                 | ساوجبلاغ                                 |                                          | ۶٫۷۳٪                                    | ۶٫۷۳٪                                    |
| نظر آباد                                 | نظر آباد                                 |                                          | ۵٫۶۲٪                                    | ۵٫۶۲٪                                    |
| چهارباغ                                  | چهارباغ                                  |                                          | ۲٫۸۵٪                                    | ۲٫۸۵٪                                    |
| اشتهارد                                  | اشتهارد                                  |                                          | ۱٫۴۰٪                                    | ۱٫۴۰٪                                    |
| طالقان                                   | طالقان                                   |                                          | ۰٫۶۲٪                                    | ۰٫۶۲٪                                    |

### پیشینه تقسیمات
- شهرستان کرج (به مرکزیت شهر کرج) قدیمی‌ترین شهرستان این استان است که در سال ۱۳۳۳ تشکیل شد و از ۱۳۳۳ تا ۱۳۶۸ شامل کل استان کنونی و از ۱۳۶۸ تا ۱۳۹۱ شامل کل حوزه انتخابیه کرج می‌شد، این شهرستان هم‌اکنون شامل دو بخش به نام‌های مرکزی و آسارا است.
- شهرستان ساوجبلاغ (به مرکزیت هشتگرد) در سال ۱۳۶۸ از شهرستان کرج منفک شد و دو شهرستان نظرآباد (تا سال ۱۳۸۱)و طالقان (تا ۱۳۸۹) سابقاً جزء این شهرستان بوده‌اند، سه بخش مرکزی ،چهارباغ و چندار این شهرستان را شامل می‌شوند.
- شهرستان نظرآباد (به مرکزیت شهر نظرآباد) در سال ۱۳۸۱ از شهرستان ساوجبلاغ جدا شد و شامل بخش‌های مرکزی و تنکمان می‌شود.
- اشتهارد در سال ۱۳۹۱ از کرج مستقل شد و شامل بخش‌های مرکزی و پلنگ‌آباد می‌گردد.
- شهرستان فردیس (به مرکزیت شهر فردیس) در سال ۱۳۹۲ از فرمانداری کرج استقلال یافت و شامل بخش‌های مرکزی و مشکین‌دشت می‌گردد.
- شهرستان چهارباغ (به مرکزیت شهر چهارباغ) در سال ۱۳۹۹ شهرستان چهارباغ شامل بخش‌های مرکزی و رامجین می‌شود.

### شهرها
استان البرز دارای ۱۷ شهر است، پرجمعیت‌ترین شهر البرز کرج با ۱٬۵۹۲٬۴۹۲ نفر جمعیت و کم جمعیت‌ترین شهر آسارا با ۱٬۳۳۹ نفر جمعیت است.
| ردیف | نام شهر         | شهرستان  | تصویر | جمعیت (۱۳۸۵) | جمعیت (۱۳۹۰) | جمعیت (۱۳۹۵) | رتبه جمعیتی در شهرستان |
| ---- | --------------- | -------- | ----- | ------------ | ------------ | ------------ | ---------------------- |
| ۱    | کرج             | کرج      |       | ۱٬۳۷۷٬۴۵۰    | ۱٬۶۱۴٬۶۲۶    | ۱٬۵۹۲٬۴۹۲    | ۱                      |
| ۲    | فردیس           | فردیس    |       | جزء کرج      | جزء کرج      | ۱۸۱٬۱۷۴      | ۱                      |
| ۳    | کمال‌شهر         | کرج      |       | ۸۰٬۴۳۵       | ۱۰۹٬۹۴۳      | ۱۴۱٬۶۶۹      | ۲                      |
| ۴    | نظرآباد         | نظرآباد  |       | ۹۷٬۶۸۴       | ۱۰۷٬۸۰۶      | ۱۱۹٬۵۱۲      | ۱                      |
| ۵    | محمدشهر         | کرج      |       | ۸۳٬۱۲۶       | ۱۰۰٬۵۱۹      | ۱۱۹٬۴۱۸      | ۳                      |
| ۶    | ماهدشت          | کرج      |       | ۴۳٬۱۰۰       | ۵۱٬۵۱۸       | ۶۲٬۹۱۰       | ۴                      |
| ۷    | مشکین‌دشت        | فردیس    |       | ۴۳٬۶۹۶       | ۵۳٬۴۴۰       | ۶۲٬۰۰۵       | ۲                      |
| ۸    | هشتگرد          | ساوجبلاغ |       | ۴۵٬۳۳۲       | ۵۱٬۹۵۳       | ۵۵٬۶۴۰       | ۱                      |
| ۹    | چهارباغ         | چهارباغ  |       | ۵٬۵۷۷        | ۶٬۷۷۲        | ۴۸٬۸۲۸       | ۱                      |
| ۱۰   | شهر جدید مهستان | ساوجبلاغ |       | ۱۵٬۶۱۹       | ۲۲٬۷۲۴       | ۴۲٬۱۴۷       | ۲                      |
| ۱۱   | اشتهارد         | اشتهارد  |       | ۱۶٬۹۸۸       | ۲۳٬۰۱۰       | ۲۹٬۹۹۳       | ۱                      |
| ۱۲   | گرمدره          | کرج      |       | ۱۲٬۷۳۸       | ۱۳٬۲۴۸       | ۲۲٬۷۲۶       | ۵                      |
| ۱۳   | گلسار           | ساوجبلاغ |       | ۱۱٬۰۱۳       | ۱۲٬۴۰۷       | ۱۳٬۷۴۵       | ۳                      |
| ۱۴   | کوهسار          | ساوجبلاغ |       | ۷٬۷۵۷        | ۸٬۳۰۳        | ۱۰٬۹۴۰       | ۴                      |
| ۱۵   | تنکمان          | نظرآباد  |       | ۴٬۷۴۲        | ۴٬۱۹۰        | ۴٬۶۵۴        | ۲                      |
| ۱۶   | طالقان          | طالقان   |       | ۳٬۲۸۱        | ۳٬۲۱۱        | ۳٬۵۴۵        | ۱                      |
| ۱۷   | آسارا           | کرج      |       | ۴۳۰          | ۷۰۱          | ۱٬۳۳۹        | ۶                      |

در جدول زیر میزان جای‌گیری جمعیت در شهرهای استان البرز به درصد آمده است. کرج با داشتن حدود ۶۰ درصد سهم از جمعیت استان البرز، بیشترین جمعیت این استان را در خود جای داده است.
| میزان جای‌گیری جمعیت در شهرهای استان البرز | میزان جای‌گیری جمعیت در شهرهای استان البرز | میزان جای‌گیری جمعیت در شهرهای استان البرز | میزان جای‌گیری جمعیت در شهرهای استان البرز | میزان جای‌گیری جمعیت در شهرهای استان البرز |
| ----------------------------------------- | ----------------------------------------- | ----------------------------------------- | ----------------------------------------- | ----------------------------------------- |
| شهر                                       | شهر                                       |                                           | درصد جمعیت                                | درصد جمعیت                                |
| کرج                                       | کرج                                       |                                           | ۵۸٫۷۱٪                                    | ۵۸٫۷۱٪                                    |
| فردیس                                     | فردیس                                     |                                           | ۶٫۷٪                                      | ۶٫۷٪                                      |
| کمالشهر                                   | کمالشهر                                   |                                           | ۵٫۱۹٪                                     | ۵٫۱۹٪                                     |
| نظرآباد                                   | نظرآباد                                   |                                           | ۴٫۴۰٪                                     | ۴٫۴۰٪                                     |
| محمدشهر                                   | محمدشهر                                   |                                           | ۴٫۴۰٪                                     | ۴٫۴۰٪                                     |
| ماهدشت                                    | ماهدشت                                    |                                           | ۲٫۳۱٪                                     | ۲٫۳۱٪                                     |
| مشکین‌دشت                                  | مشکین‌دشت                                  |                                           | ۲٫۲۸٪                                     | ۲٫۲۸٪                                     |
| هشتگرد                                    | هشتگرد                                    |                                           | ۲٫۰۵٪                                     | ۲٫۰۵٪                                     |
| چهارباغ                                   | چهارباغ                                   |                                           | ۱٫۸۰٪                                     | ۱٫۸۰٪                                     |
| شهر جدید مهستان                           | شهر جدید مهستان                           |                                           | ۱٫۵۵٪                                     | ۱٫۵۵٪                                     |
| اشتهارد                                   | اشتهارد                                   |                                           | ۱٫۱۰٪                                     | ۱٫۱۰٪                                     |
| گرمدره                                    | گرمدره                                    |                                           | ۰٫۸۸٪                                     | ۰٫۸۸٪                                     |
| گلسار                                     | گلسار                                     |                                           | ۰٫۵۰٪                                     | ۰٫۵۰٪                                     |
| کوهسار                                    | کوهسار                                    |                                           | ۰٫۴۰٪                                     | ۰٫۴۰٪                                     |
| تنکمان                                    | تنکمان                                    |                                           | ۰٫۱۷٪                                     | ۰٫۱۷٪                                     |
| طالقان                                    | طالقان                                    |                                           | ۰٫۱۳٪                                     | ۰٫۱۳٪                                     |
| آسارا                                     | آسارا                                     |                                           | ۰٫۰۴٪                                     | ۰٫۰۴٪                                     |

## جمعیت‌شناسی

### جمعیت
جمعیت استان البرز در سرشماری سال ۱۳۹۵، برابر با ۲٬۷۱۲٬۴۰۰ نفر بوده است. استان البرز به سبب نزدیکی به پایتخت، آب و هوای مناسب و… یکی از مهاجرپذیرترین استان‌های کشور محسوب می‌شود. و این باعث شده رشد جمعیتی در این استان البرز بالا باشد.

### اقوام

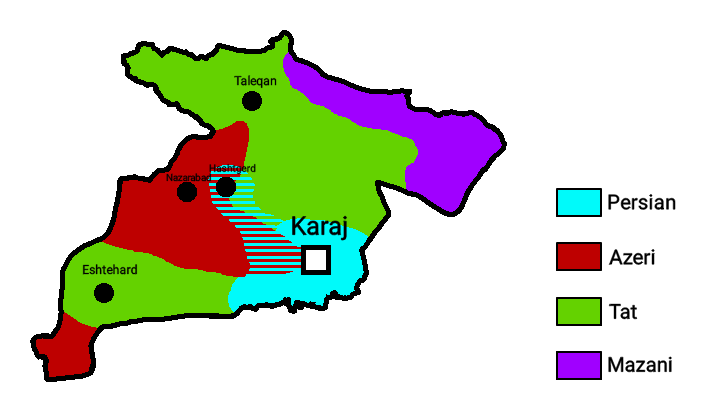
پراکنش اقوام در البرز

مردمی ایرانی‌تبار از قومیت‌های گوناگونی مانند لک، کُرد، بختیاری، گیلک، یزدی، تاتی، مازندرانی و آذری و فارس در استان البرز زندگی می‌کنند.
نظرسنجی سال ۱۳۸۹
طی پژوهشی که به سفارش شورای فرهنگ عمومی در سال ۱۳۸۹ انجام شد و براساس یک بررسی میدانی و یک جامعه آماری از میان ساکنان ۲۸۸ شهر و حدود ۱۴۰۰ روستای سراسر کشور، درصد اقوامی که در این نظر سنجی نمونه‌گیری شد در این استان به قرار زیر بود:
| اقوام استان البرز | اقوام استان البرز | اقوام استان البرز | اقوام استان البرز | اقوام استان البرز |
| ----------------- | ----------------- | ----------------- | ----------------- | ----------------- |
| قومیت             | قومیت             |                   | درصد              | درصد              |
| فارس              | فارس              |                   | ۴۶٪               | ۴۶٪               |
| آذری              | آذری              |                   | ۳۶٫۱٪             | ۳۶٫۱٪             |
| کرد               | کرد               |                   | ۷٫۴٪              | ۷٫۴٪              |
| شمالی             | شمالی             |                   | ۶٪                | ۶٪                |
| لر                | لر                |                   | ۳٫۲٪              | ۳٫۲٪              |
| سایر و بدون جواب  | سایر و بدون جواب  |                   | ۱٫۳٪              | ۱٫۳٪              |

### زبان
زبان‌های رایج در استان البرز:

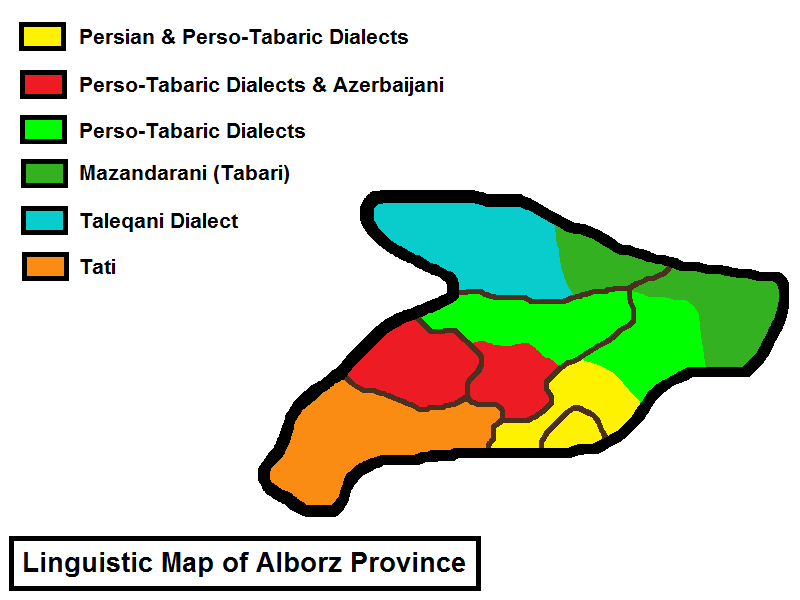
نقشهٔ زبانی استان البرز : رنگ زرد: زبان فارسی و گویش‌های فارسی-مازندرانی(کرجی)، رنگ قرمز :گویش‌های فارسی-مازندرانی و آذربایجانی، رنگ سبز روشن: گویش‌های فارسی-مازندرانی، رنگ سبز تیره: زبان مازندرانی، رنگ آبی: گویش طالقانی رنگ نارنجی: زبان تاتی

1. زبان فارسی: این زبان گویش اصلی شهر کرج و رایج‌ترین زبان بین اقوام مختلف کرج می‌باشد.
2. گویش کرجی: گویش کرجی گویشی از خانواده گویش‌های فارسی-مازندرانی می‌باشد این گویش توسط بومیان شهرستان فردیس، شهرستان ساوجبلاغ و کرج گویش می‌شود، گویش کرجی زبان بومی نواحی مرکزی و جنوبی شهرستان کرج می‌باشد. این گویش در محلات مختلف کرج همچون حصار، سرجوب، وسیه، بیلقان، مصباح، سرحد آباد، کلاک، سیاکلان، آتشگاه، دوروان، گوهردشت، ده کرج و غیره گویش می‌شود. در شهرستان ساوجبلاغ این گویش توسط بومیان هشتگرد و آبادی‌هایی همچون سیرود، اسپی داران (سپیدداران)، اسکولدره، کله رود (گلین رود)، عالم زمین، ولیان، آغشت، برغان، بانو صحرا، خوروین، ورده (هندوکوچیک)، سیواندره، سیبستان، آجین دوجین، کوشک زر، آردهه، فشند، ینگی امام، شنده، سنج، بریانچال، سرهه، طالیان و غیره گویش می‌شود.[۱۵]
3. گویش طالقانی: گویش طالقانی گویش بومی اهالی جوستان، کنارود، میان طالقان و پایین طالقان می‌باشد این گویش گویش اصلی شهر طالقان و جوستان و آبادی‌هایی همچون فشندک، اوانک، گلیرد و غیره است.[۱۶][۱۷]
4. تاتی: زبان تاتی گویش بومیان شهرستان اشتهارد می‌باشد.[۱۸]
5. طبری طالقانی: طبری طالقانی گویشی از زبان مازندرانی می‌باشد که توسط بومیان آبادی‌های بالا طالقان همچون گته ده، اسکان، دهدر، درا پی، گرآب، ناریان، مهران، خیکان و پراچان گویش می‌شود.[۱۹][۲۰]
6. گویش قصرانی: گویش قصرانی گویشی از زبان مازندرانی می‌باشد که در شمال شهرستان کرج نواحی همچون شهرستانک، لانیز، شلنک و همه جا گویش می‌شود.[۲۱]
7. گویش ولاترویی: گویش ولاترویی گویشی از زبان مازندرانی می‌باشد که در محدوده ولایت‌رود تا گچسر صحبت می‌شود.[۲۲]
8. ترکی آذربایجانی: این گویش توسط مهاجران آذربایجانی در برخی روستاهای ساوجبلاغ همچون هیو، شلمزار، خور، قلعه، چندار، تنکمان، نظرآباد، ابراهیم‌آباد، قاسم‌آباد گویش می‌شود همچنین روستای میناوند تنها روستای آذری‌زبان شهرستان طالقان می‌باشد و در شهرستان نظرآباد نیز زبان ترکی رایج است.

## اقتصاد

### تولیدکنندگان گل رز در استان البرز
تنوع آب و هوایی و قرار گرفتن استان البرز در ارتفاع بالای هزار و ۳۰۰ متر باعث تولید سالانه ۱۲ میلیون گل رز، با گلبرگ‌های بزرگ و با ماندگاری بالا شده است، این استان در مرداد ۱۳۹۱، ۱۳ هکتار گلخانهٔ ایران را به خود اختصاص داد، این استان با ۲۵ واحد گلخانه‌ایی در ۱۳ هکتار انواع گل رز را در ۱۶ رنگ مختلف تهیه و تولید می‌کند، استفاده از روش‌های هیدروپونیک و به‌کارگیری شبکه آبیاری تحت فشار ازجمله برنامه‌هائی است که به گلخانه داران برای کشت با کیفیت‌تر و بیشتر گل‌های رز پیشنهاد شده است. استفاده از جدیدترین شبکه‌های کشت مدرن، اتوماسیون دما و آبیاری سیستماتیک گلخانه، از شاخصه‌های گلخانه‌های کشت گل رز در استان البرز است که تا حدود ۳۵ تا ۴۰ درصد در مصرف انرژی در مقایسه با دیگر گلخانه‌ها کاهش مصرف دارد و در گلخانه‌های استان با به‌کارگیری از روش‌هایی بیش از ۹۵ شاخه گل در هر مترمربع تولید می‌شود.
از این استان سالانه یک میلیون شاخه گل رز به کشورهای تاجیکستان، گرجستان و عراق صادر می‌شود.

## جاذبه‌های گردشگری
استان البرز دارای بناها و جاذبه‌های طبیعی بسیاری است که ۵۲ بنای استان البرز در فهرست آثار ملی ایران ثبت شده‌اند.

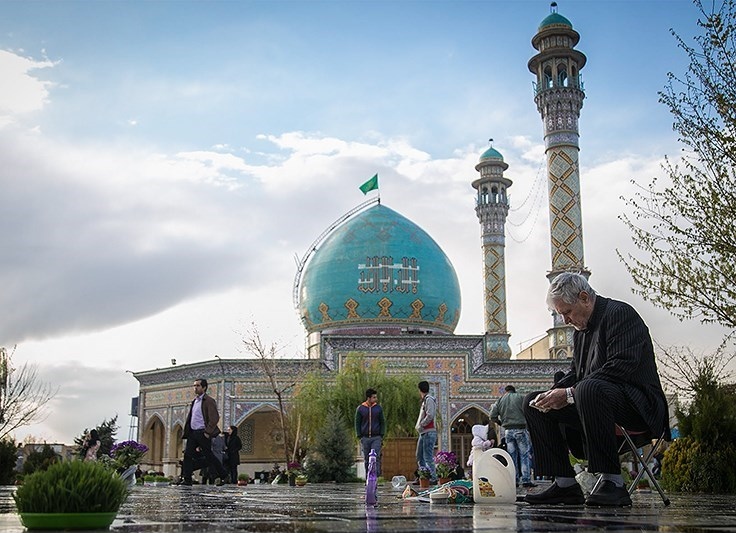
امامزاده طاهر در آخرین پنج‌شنبه سال ۱۳۹۴ خورشیدی

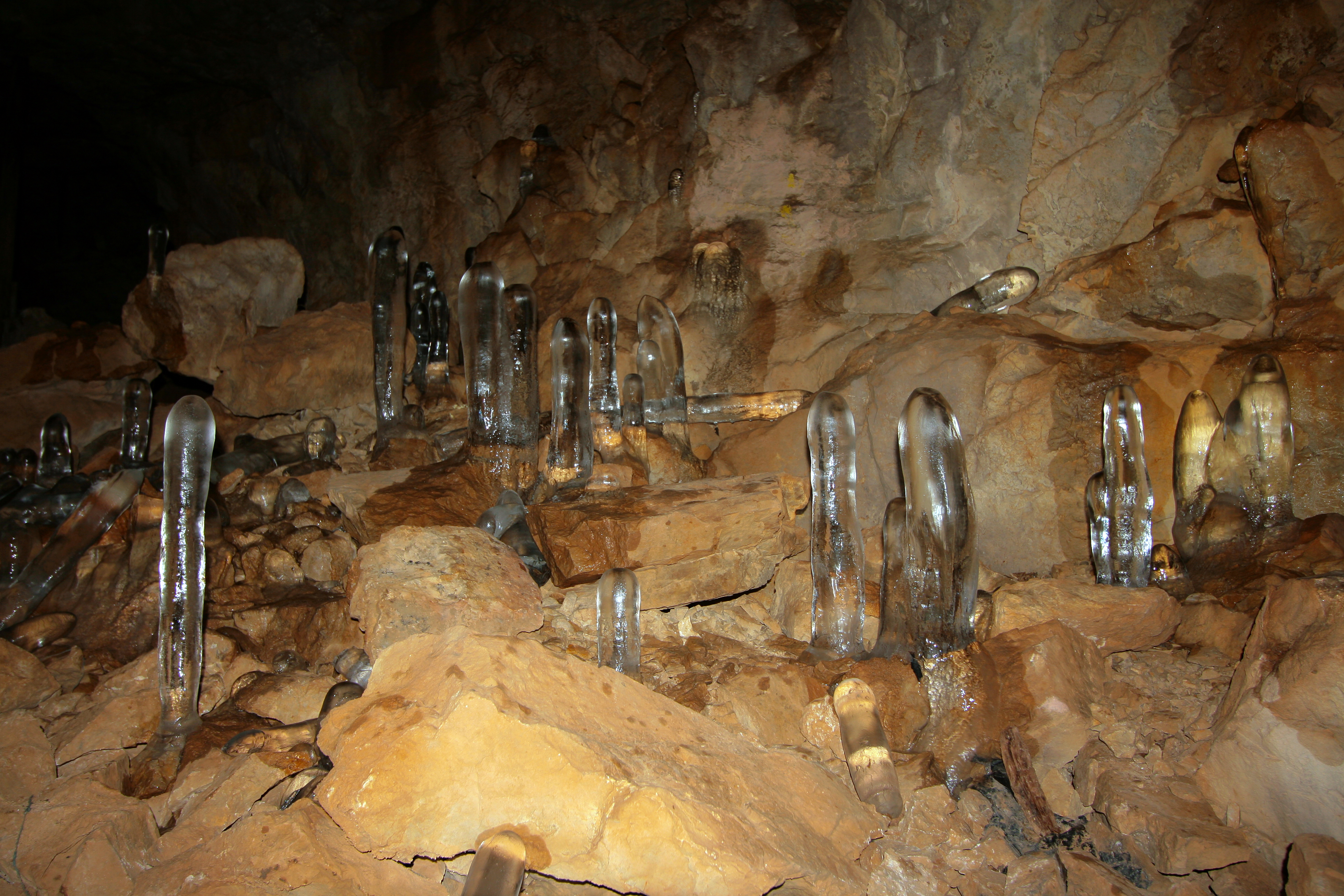
غار یخ مراد از جاذبه‌های طبیعی گردشگری استان البرز

1. تپه ازبکی
2. روستای تاریخی سیرود
3. روستای زیبا سیبان دره
4. باغ لاله‌های گچسر
5. جاده چالوس
6. طالقان
7. سد امیر کبیر
8. پیست دیزین
9. روستای تاریخی ورده
10. روستای برغان
11. تپه‌های رنگین کمانی{اشتهارد}
12. کاروانسرای شاه‌عباسی
13. کاخ سلیمانیه
14. کاخ شمس
15. باغ‌های جهانشهر
16. رود کرج
17. باغ پرندگان کرج
18. غار یخ‌مراد
19. سنقرآباد (ساوجبلاغ)
20. قلعه احمدآباد (مصدق)
21. تپه مردآباد (ماهدشت)
22. کاخ شهرستانک
23. مصلای امام خمینی[۲۵]

## بادهای استان البرز
در استان البرز باد گرم وخشکی در فصل گرم سال از سمت جنوب شرقی می‌وزد که در اصطلاح محلی به آن باد راز می گویندو هوا ی گرم و خشک با گرد و غبار را به همراه می‌آورد که آثار آن درجنوب استان محسوس تر است. باد غربی نیز از باد‌های استان البرز است